# Svenn Schmidt
Svenn Schmidt (født 12. december 1919, død 22. august 1982) var en dansk politiker, der var amtsborgmester i Frederiksborg Amt fra 1978 til 1982 og borgmester i Farum Kommune fra 1966 til 1970, valgt for Det Konservative Folkeparti.
I sit civile live arbejdede Svenn Schmidt som reklamechef.
Som amtsborgmester døde han i embedet, hvorefter hans mandat i amtsrådet blev overtaget af Lizzie Lichtenberg. Jørgen Christiansen (V) overtog amtsborgmesterposten.